# 達貝爾群島 (阿黛利地)
66°45′S 141°11′E / 66.750°S 141.183°E
達貝爾群島（英語：Double Islands），是南極洲的群島，位於阿黛利地，由2座島嶼組成，由美國海軍拍攝空中照片和法國探險隊繪入地圖，現時由南極條約體系管理。